# 7671 Альбіс
7671 Альбіс (1995 UK1, 1969 TO4, 1977 CC2, 7671 Albis) — астероїд головного поясу, відкритий 22 жовтня 1995 року.
Тіссеранів параметр щодо Юпітера — 3,658.